# Eugenio Clari
Eugenio Clari (Senigallia, 9 septembre 1836 - Paris, 9 mars 1899) est un homme d'Église italien.

## Biographie
Né à Senigallia dans la province d'Ancône (comme le futur pape Pie IX), il est ordonné prêtre le 18 juin 1859, devient vicaire général de Senigallia puis est nommé évêque d'Ameli (de) en Ombrie et consacré le 1er octobre 1882.
Le 16 janvier 1893 il est transféré au siège de Viterbe et reçoit le titre honorifique d'archevêque-évêque de Viterbe et Tuscania. À Viterbe, il subit une première attaque d'apoplexie.
Il est nommé nonce apostolique en France par le pape Léon XIII le 24 octobre 1896. C'est lui qui bénit le Bazar de la Charité avant son tragique incendie (4 mai 1897). Il meurt pendant sa mission à Paris en 1899, d'une seconde attaque d'apoplexie.

## Succession apostolique
Eugenio Clari a ordonné les évêques suivants :
- Évêque François Fogolla, O.F.M. (1898)
- Évêque François-Xavier Corbet, C.S.Sp. (1898)